# 安东尼·R·亨特
安东尼·雷克斯·亨特（英語：Anthony Rex Hunter，1943年8月23日—），英裔美国生物学家，索尔克生物研究所和美国加州大学圣地亚哥分校生物学教授。 他於2018年榮獲唐獎生技醫藥獎。

## 生平
他从英国剑桥大学获得了博士学位。从1971年到1973年，他是加利福尼亚州拉霍亚索尔克研究所的研究助理。他于1975-78任助理教授，1978年至1982年任副教授，1982年起任教授，自2008年以来任索尔克研究所的癌症中心主任。
他的主要成就是发现酪氨酸磷酸化是一个基本的跨膜信号转导机制，以响应生长因子刺激，以及活化的致癌蛋白酪氨酸激酶可导致酪氨酸磷酸化的失调，这是细胞的恶性转化的一个重要机制。